# الاحتجاجات السورية 1941
الاحتجاجات السورية 1941، هي سلسلة المظاهرات وأعمال الشغب، ومظاهر العصيان المدني الأخرى التي بدأت في يناير 1941، وحتى مارس 1941، احتجاجًا بشكل أساسي على الغلاْ، والتضخم الاقتصادي، واختفاء سلع أساسية مثل الخبز، والوقود، بنتيجة الحصار الاقتصادي المفروض خلال الحرب العالمية الثانية من قبل الحلفاء على سوريا الخاضعة للانتداب الفرنسي عبر حكومة فيشي الموالية لألمانيا النازية. من ناحية ثانية، كانت الاحتجاجات مضادة للانتداب، والحكم الفرنسي المباشر، وتعليق العمل بالدستور منذ 1939.
واجهت القوات الفرنسية والشرطة السورية هذه المظاهرات بحملات اعقتال وترويع، تكثت منذ أواخر فبراير، حينما بدأ الناس بمهاجمة المحلات والأفران، وأدى القمع إلى إعلان الإضراب العام. برز اسم شكري القوتلي خلال هذه الاحتجاجات بوصفه أحد قادة الجماهير ومحركيهم؛ وفي الأسبوع الثاني من آذار، قدم القوتلي مطالب الفئة التي يمثلها إلى مندوب المفوض الفرنسي السامي في دمشق، وقال إن فرنسا التي انسحبت من عصبة الأمم، لم تعد تتمتع بأي شرعية لممارسة الانتداب الذي فوضتها إياه عصبة الأمم نفسها. شملت المطالب، إقالة وزارة الخطيب، والتصديق على معاهدة 1936، وإصدار قانون عفو عام، وغلغاء رقابة الصحف، وسحب الجند الفرنسيين السنغاليين من الشوارع في دمشق؛ ومع انتشار المظاهرات في لبنان، تحديدًا في بيروت، وطرابلس، وصيدا، طلب المفوض الفرنسي من بهيج الخطيب الاستقالة، ثم شكل حكومة مؤقتة برئاسة خالد العظم، أعلنت التزامها الحياد في الوجهة السياسية، والسعي لتنفيذ إصلاحات إدارية وتطوير التجارة والخدمات الاجتماعية، ومنذ يوليو 1941 رفع الحضر الاقتصادي مع دخول القوات البريطانية - الديغولية إلى سوريا.